# Eutrichota leptinophalla
Eutrichota leptinophalla är en tvåvingeart som beskrevs av Fan 1993. Eutrichota leptinophalla ingår i släktet Eutrichota och familjen blomsterflugor.
Artens utbredningsområde är Yunnan (Kina). Inga underarter finns listade i Catalogue of Life.